# Grastidium
Grastidium là một chi thực vật có hoa trong họ Lan.